# Мадона дел'Ува Сека (Верона)
Мадона дел'Ува Сека је насеље у Италији у округу Верона, региону Венето.
Према процени из 2011. у насељу је живело 388 становника. Насеље се налази на надморској висини од 48 м.